# Beleg van Bagdad (1157)
Het Beleg van Bagdad vond plaats tussen 12 januari en 13 juli 1157. Kalief Al-Muqtafi van de Abbasiden verdedigde zijn hoofdstad met succes tegen het juk van de Seltsjoeken.

## Achtergrond
Sinds de Vijfde Fitna hadden de kaliefen van de Abbasiden enkel nog een ceremoniële en religieuze functie, de werkelijke macht lag in handen van buitenlandse mogendheden. Bagdad was sinds 1055 in handen van de Seltsjoeken. Na het bewind van sultan Malik Sjah I (1072-1092) kwam er een eind aan de eenheid van het Seltsjoekenrijk en viel het rijk uiteen in vele kleine staatjes onder verschillende nevenlinies van het geslacht, zoals de Seltsjoeken van Kerman (zuidoost Iran) (1041-1186), de Seltsjoeken van Irak en West-Iran (1118-1194) en de Seltsjoeken van Syrië (Damascus) (1078-1117). De kaliefen van de Abbasiden speelden op de verdeeldheid in, om macht terug te winnen.
Sultan Ghiyath ad-Din Mas'ud stierf in 1152 zonder mannelijke opvolgers en een troonstrijd brak los. Muhammad II ibn Mahmud trok aan het langste eind en zond een strafexpeditie uit naar de kalief Al-Muqtafi, omdat hij zich met wereldlijke zaken had bezig gehouden, hierbij kreeg hij steun van de Zengiden uit Mosoel.

## Beleg
Muhammad marcheerde naar Bagdad met een leger van 30.000 man, terwijl zijn bondgenoot Qutb ad-Din vanuit Mosul vertrok. Op 12 januari 1157 bereikte Mohammed de muren van West-Bagdad. De kalief verzamelde zijn troepen om de hoofdstad te verdedigen, maar in februari kon hij het westen van Bagdad niet meer houden en gaf de opdracht om alle bruggen over de rivier de Tigris, die de westelijke kant van Bagdad van de oostelijke kant scheidt, te vernietigen. Muhammad nam de westelijke kant in, terwijl de kalief de muren van Oost-Bagdad versterkte. Verschillende katapulten en ballista's werden op de stadsmuren geïnstalleerd. De kalief bewapende ook de inwoners van Bagdad met harnassen en wapens, en gaf de opdracht aan zijn vizier Awn ad-Din ibn Hubayra om vijf gouden dinars te geven aan elke gewonde soldaat.
Op 4 maart vielen sultan Muhammad en zijn bondgenoot Qutb ad-Din, Oost-Bagdad aan en bombardeerden de stad, maar de inwoners van Bagdad sloegen de aanval af. Op 29 maart repareerden de Seltsjoeken een van de bruggen en staken ze over naar de oostelijke kant van de stad en probeerden met een stormram de poort te doorbreken, maar de katapulten op de muren verhinderden de doorbraak. Het resultaat van de strijd bleef voor beide partijen onbeslist. Op 29 juni beval sultan Muhammad de muren met 400 ladders te bestormen, maar ook nu werd de aanval afgeslagen. 
Tijdens het beleg riep de Zengid Nur ad-Din, atabeg van Syrië, zijn broer Zangi terug en zo kwam er een eind aan de alliantie tussen de Seltsjoeken en de Zengiden. Ook Muhammad werd gedwongen om het beleg op te heffen, omdat zijn broer Malik-Shah III, de stad Hamadan had ingenomen. Hij zag in dat het beleg nutteloos was, dus hij gaf er de voorkeur aan om voor zijn troon te vechten. Zo kwam er op 13 juli 1157 een einde aan het beleg van Bagdad.